# Homebush, New South Wales
Homebush este o suburbie în Sydney, Australia.